# Janet Planet
Janet Planet è un film del 2023 scritto e diretto da Annie Baker, al suo esordio alla regia cinematografica.

## Trama
Massachusetts, 1991. Trascorrendo le vacanze estive sola con la madre Janet, l'undicenne Lacy comincia a guardare la donna con occhi diversi.

## Promozione
Il primo trailer del film è stato diffuso il 4 aprile 2024.

## Distribuzione
Il film è stato presentato in anteprima mondiale alla 50ª edizione del Telluride Film Festival il 1º settembre 2023. Successivamente è stato proiattato fuori concorso anche alla 61ª edizione del New York Film Festival e nella sezione "Panorama" della 74ª edizione del Festival internazionale del cinema di Berlino il 16 febbraio 2024.

## Accoglienza
L'aggregatore di recensioni Rotten Tomatoes riporta l'83% di recensioni positive, con un punteggio medio di 8,3 su 10 basato sul parere di 24 critici.